# Pretendent
Pretendent (łac. praetendo) – osoba, która ubiega się o jakiś tytuł, stanowisko lub funkcję. W powszechnym użyciu osoba, która rości sobie prawa do tytułu monarszego (pretendent do tronu), w sytuacji, gdy o tron ubiega się kilka osób, gdy ród został odsunięty od władzy lub też monarchia została zniesiona. W przeciwieństwie do samozwańca swoje roszczenia wywodzi z obiektywnych przesłanek uprawniających do dziedziczenia tytułu (praw dynastycznych). 